# Saladoblanco
Saladoblanco es un municipio colombiano localizado al suroeste del departamento del Huila. Yace sobre las ramificaciones de la cordillera central y el flanco oriental, que se define topográficamente en algunas mesetas y colinas; también en parte de las estribaciones de la serranía de las Minas. Hace parte de la región Subsur del departamento. Su extensión territorial es de 448 km², su altura es de 1316 m s. n. m. y su temperatura promedio es de 22 °C.
Cuenta con una población de 11.930 habitantes de acuerdo con proyección del DANE para año 2019. Su economía está basada en la producción agrícola. El cultivo predominante es el café producto base que junto a unas pequeñas producciones de otros cultivos, como la Caña de azúcar, Lulo, Plátano, Cacao, Frutales y la Ganadería. Es conocido como «Ciudad Jardín del Huila».

## Toponimia
Saladoblanco debe su nombre a la existencia de fuentes saladas ubicadas en la Vereda "Las Pitas".

## División Político-Administrativa
Además de su Cabecera municipal. Saladoblanco tiene bajo su jurisdicción los siguientes Centros poblados:
- La Cabaña
- Morelia

## Límite
Limita por el norte con La Argentina y Oporapa, por el oeste con el departamento del Cauca, por el Sur con Pitalito e Isnos y por el este con Elías.

## Historia
Fue uno de los primeros lugares del Huila visitados por Sebastián de Belalcázar. Sus territorios pertenecieron sin fundación de importancia; según documentos notariales en 1834 ya existía el sitio de Saladoblanco, en los terrenos que el Gobierno Nacional había adjudicado al coronel Ignacio Rodríguez, compañero de Nariño en la campaña de Pasto. Como recompensa por sus servicios a la independencia.
El coronel vendió dichas tierras en 1844 al presbítero Doctor José Juaquin Gerardino los cuales el presbítero Gerardino donó en 1853 a los señores Pedro y Pablo Polania y Josefa Mora. Parece que los señores Pedro y Pablo Polania y Manuel María Hernández comenzaron la fundación del poblado que fue estimulada por el presbítero Rafael Calderón quien se radicó en el lugar iniciando el culto de Nuestra Señora De Las Mercedes. En 1860 ya el padre calderón había construido capilla y casa cural.
En 1976 el periodista Pedro Calderón Artunduaga, calificó al municipio Saladeño como el nominal "JARDÍN DEL HUILA", perífrasis con el que se conoce actualmente.